# Eptatretus springeri
Eptatretus springeri  is een soort uit de familie der slijmprikken (Myxinidae).
1. ↑  (en) Eptatretus springeri op de IUCN Red List of Threatened Species.